# Équipe de Palestine masculine de basket-ball
Actualités
L'équipe de Palestine de basket-ball est l'équipe nationale qui représente la Palestine dans les compétitions internationales de basket-ball. 
La Palestine ne s'est jamais qualifiée pour un tournoi olympique ou pour un Championnat du monde.

## Histoire
La Palestine est d'abord affiliée à FIBA Afrique. Les Palestiniens disputent à deux reprises le Championnat d'Afrique de basket-ball masculin, terminant troisièmes en 1964 et dixièmes en 1970.
La Palestine rejoint ensuite FIBA Asie. Sa première participation au Championnat d'Asie a lieu en 2015 et se conclut par une dixième place.
Les Palestiniens terminent 6e du Championnat d'Asie de l'Ouest en 2017.